# 2014年加影补选
2014年加影补选是于2014年3月23日举行的馬來西亞雪兰莪州议会加影选区补选，提名日则落在3月11日。这届选举是因为前加影州议员李景杰于2014年1月27日辞职而产生的补选 。李景杰是人民联盟人民公正党于马来西亚第13届大选的候选人，并以6824张多数票打败其余5个候选人。
这次补选候选人本来是由公正党大马国会反对党领袖安华，然而后来安华在2014年3月7日被马来西亚法庭判处鸡奸罪名成立，失去成为候选人的资格。最后公正党候选人由安华妻子旺阿兹莎出选。国阵候选人则为来自马华公会副主席兼前灵北国会议员的周美芬出选。
最后，旺阿兹莎以5379张多数票赢得此次补选 本次补选的投票率和之前2013年大选比起来降低了16%。

## 选举结果
| 政党   | 政党     | 候选人      | 票数                 | %     | ±      |
| ------ | -------- | ----------- | -------------------- | ----- | ------ |
|        | 人民联盟 | 1. 旺阿兹莎 | 16,741               | 59.57 | ▲1.58  |
|        | 國陣     | 2. 周美芬   | 11,362               | 40.43 | ▲2.66  |
| 無效票 | 無效票   | 無效票      | 176                  | 0.62  | ▼0.95  |
| 多数票 | 多数票   | 多数票      | 5,379                | 19.14 | ▼1.08  |
| 投票率 | 投票率   | 投票率      | 28,317               | 72.09 | ▼15.91 |
|        | 民联维持 | 民联维持    | 与上次选举得票率之差 | ▼0.54 |        |